# Billy Kimball
Billy Kimball (* 8. července 1959 Cutchogue, New York) je americký scenárista a producent. Byl spoluvýkonným producentem seriálu HBO Viceprezident(ka).

## Osobní život
Narodil se v New Yorku, navštěvoval Trinity School a vystudoval Harvardovu univerzitu, kde působil jako redaktor Harvard Lampoonu. Je ženatý s Alexandrou Manuelou Vargasovou Hamiltonovou a má dvě dcery a syna.

## Kariéra
Kimball začal svou kariéru psaním pro seriál HBO Not Necessarily the News. Byl moderátorem a výkonným producentem satirického herního pořadu Clash! a spolumoderátorem (s Denisem Learym) talk show Afterdrive, obojí na stanici Ha! Network, předchůdci Comedy Centralu.
Jako scenárista Kimball pracoval na pořadech Saturday Night Live, Cedric the Entertainer Presents a Lateline. Od roku 2002 desetkrát napsal scénář k Independent Spirit Awards a od roku 2005 šestkrát působil jako producent tohoto pořadu. Napsal devět epizod seriálu Simpsonovi, osm z nich napsal společně s Ianem Maxtone-Grahamem. V roce 2016 byl hlavním scenáristou 88. ročníku udílení Oscarů a v roce 2017 se podílel na 89. ročníku udílení Oscarů.
Kimball byl v letech 1999–2001 původním výkonným producentem pořadu The Late Late Show with Craig Kilborn.
Dvakrát získal cenu Emmy za Viceprezident(ku) a cenu CableAce za nejlepší dokumentární film. Jeho epizoda Simpsonových 24 minut získala v roce 2007 cenu Annie za nejlepší scénář v animované televizní produkci, v letech 2008 a 2009 získal Cenu Sdružení amerických scenáristů za vynikající scénář ke komedii na Film Independent Spirit Awards.
V roce 1994 působil jako vedoucí manažer projektu tržní reformy Agentury Spojených států pro mezinárodní rozvoj v Kyjevě na Ukrajině.
Kimball dlouhodobě spolupracuje se senátorem Al Frankenem. Byl výkonným producentem pořadu InDecision '92, reportáže stanice Comedy Central z prezidentských voleb ve Spojených státech v roce 1992, kterou uváděl Franken. V letech 2005 až 2007 byl výkonným producentem pořadu The Al Franken Show na rozhlasové stanici Air America a kanálu Sundance Channel. Vydal čtyři Frankenovy knihy Why Not Me?, Oh, the Things I Know!, Lies and the Lying Liars who Tell Them a The Truth (with Jokes), které se všechny staly bestsellery New York Times.
V roce 2009 začal Kimball vystupovat jako komentátor v pořadu TruTV Presents: World's Dumbest… Je šéfredaktorem on-line humoristického časopisu The Old Yorker.
Kimball je spolu s režisérem Davisem Guggenheimem autorem dokumentu Waiting for Superman (2010) o selhání amerického veřejného školství. Film získal Cenu diváků za nejlepší dokumentární film na filmovém festivalu Sundance 2010.
V květnu 2013 byl Kimball jmenován viceprezidentem a programovým ředitelem společnosti Fusion. Působil jako výkonný producent pořadů The Jim Henson Company's Good Morning Today a No, You Shut Up! (oba pořady jsou pod hlavičkou The Jim Henson Company's Henson Alternative).
Je členem Rady pro zahraniční vztahy.

## Scenáristická filmografieSimpsonových
18. řada
- 24 minut (spolu s Ianem Maxtone-Grahamem)

19. řada
- Není kouře bez tance

20. řada
- Nebezpečné zatáčky (spolu s Ianem Maxtone-Grahamem)
- Gone Maggie Gone (spolu s Ianem Maxtone-Grahamem)

21. řada
- Barva žluti (spolu s Ianem Maxtone-Grahamem)

22. řada
- Příběh škorpióna (spolu s Ianem Maxtone-Grahamem)

23. řada
- Jak jsem prospal vaši matku (spolu s Ianem Maxtone-Grahamem)

24. řada
- Temný rytíř zasahuje (spolu s Ianem Maxtone-Grahamem)

25. řada
- Žlutá medaile za zbabělost (spolu s Ianem Maxtone-Grahamem)